# Walter Trillmich
Walter Trillmich (* 23. September 1942 in Breslau) ist ein deutscher Klassischer Archäologe.

## Leben
Walter Trillmich studierte an der Universität Tübingen Klassische Archäologie, Latein und Alte Geschichte. 1970 wurde er dort mit dem Thema Familienpropaganda der Kaiser Caligula und Claudius. Agrippina Maior und Antonia Augusta auf Münzen promoviert. Das Reisestipendium des Deutschen Archäologischen Instituts führte ihn anschließend in den Mittelmeerraum. Anschließend war er von 1971 bis 1977 Assistent am Archäologischen Seminar der Freien Universität Berlin. Daran schloss sich bis 1980 eine Tätigkeit als Referent in der Berliner Zentrale des Deutschen Archäologischen Instituts an. Von 1981 bis 1996 war Trillmich Referent an der Abteilung Madrid des Deutschen Archäologischen Instituts. 1995 habilitierte er sich mit einer Arbeit zum Thema Die statuarische Ausstattung des Theaters von Mérida an der Universität München. Von 1996 bis zu seinem Ruhestand 2004 war er Direktor der Wissenschaftlichen Abteilung an der Zentrale des Deutschen Archäologischen Instituts in Berlin. Zudem lehrte er als Privatdozent an der Universität München.
Trillmich ist ordentliches Mitglied des Deutschen Archäologischen Instituts. Im Mai 2006 wurde ihm die Ehrendoktorwürde der Universität Sevilla verliehen. 2014 wurde er korrespondierendes Mitglied der Real Academia de la Historia.
Aufgrund seiner langjährigen Tätigkeit auf der iberischen Halbinsel gilt er als Fachmann für Archäologie Spaniens in römischer Zeit. Er war Mitherausgeber des archäologischen Überblickswerkes zur iberischen Halbinsel, Hispania antiqua.

## Schriften (Auswahl)
- Das Torlonia-Mädchen. Zu Herkunft und Entstehung der kaiserzeitlichen Frauenporträts (= Abhandlungen der Akademie der Wissenschaften in Göttingen, Philologisch-Historische Klasse, Folge 3, Nr. 99). Vandenhoeck und Ruprecht, Göttingen 1976, ISBN 3-525-82378-9
- Familienpropaganda der Kaiser Caligula und Claudius. Agrippina Maior und Antonia Augusta auf Münzen (= Antike Münzen und geschnittene Steine Bd. 8). de Gruyter, Berlin 1978, ISBN 3-11-007259-9
- mit Paul Zanker (Hrsg.): Stadtbild und Ideologie. Die Monumentalisierung hispanischer Städte zwischen Republik und Kaiserzeit (= Abhandlungen der Bayerischen Akademie der Wissenschaften, Philosophisch-Historische Klasse N.F. Heft 103). C. H. Beck, München 1992, ISBN 3-7696-0098-3
- mit anderen: Hispania antiqua. Denkmäler der Römerzeit. von Zabern, Main 1993, ISBN 3-8053-1547-3
- Augustus und seine Gründung Emerita in Hispanien (= Trierer Winckelmannsprogramme 26, 2014). Harrassowitz, Wiesbaden 2016

## Belege
1. ↑  Deutsches Archäologisches Institut: Ehrendoktorwürde für Prof. Dr. Walter Trillmich (Memento vom 27. September 2007 im Internet Archive)

| Personendaten    | Personendaten                    |
| ---------------- | -------------------------------- |
| NAME             | Trillmich, Walter                |
| KURZBESCHREIBUNG | deutscher Klassischer Archäologe |
| GEBURTSDATUM     | 23. September 1942               |
| GEBURTSORT       | Breslau                          |